# Підскарбій великий литовський
Підскарбій великий литовський (пол. Podskarbi wielki litewski) — центральний уряд Великого князівства Литовського.

## Історія
У Литві уряд підскарбія виник 1429 року. При великому князеві Казимирові Ягеллончику він був розділений на дві посади: підскарбія земського (державного) та підскарбія надвірного (дворного).
При створенні Речі Посполитої 1569 року король і великий князь Сигізмунд II Август увів замість підскарбія земського посаду підскарбія великого литовського. Шляхтич, який її посідав, формально прирівнювався до посади підскарбія великого коронного в Короні й мав аналогічні обов'язки. Також, підскарбій великий литовський з цього ж року став членом Сенату Речі Посполитої.

## Обов'язки
Підскарбій великий литовський забезпечував наповнення скарбниці князівства, виплати жолду війську, контролював збирання податків і зборів, слідкував за чеканкою грошей.

## Деякі відомі підскарбії великі литовські

### Підскарбії земські литовські
- Богуш Михайло Боговитинович (1509, 1520—1530)
- Іван Остафійович Горностай (1531—1558)
- Остафій Богданович Волович (1561—1566)

### Підскарбії великі литовські
- Федір Скумін-Тишкевич (1586—1590)
- 1640—1644: Миколай Кішка
- Вінцент Корвін-Госевський (1652—1662)
- Людовик Костянтин Потій (1703—1709)
- Казимир Чарторийський (1707—1709) — призначений Станіславом Лещинським
- Станіслав Понятовський (1710—1731)
- Ян Михайло Сологуб (1731—1746)
- Станіслав Понятовський (1784—1791)
- Людвік Тишкевич (1791—1793)
- Міхал Клеофас Огінський (1793—1795)